# 林兆金
林兆金（1515年—？），字懋南，號鶴山，福建興化府莆田縣人，軍籍，明朝政治人物。

## 生平
嘉靖十年（1531年）辛卯科福建鄉試第六十三名。嘉靖二十九年（1550年）庚戌科會試第二百四十名，登進士第三甲第九十九名進士。官至南京戶部主事。

## 家族
曾祖林垠，封文林郎大理寺評事 贈通議大夫兵部左侍郎兼都察院右僉都御史；祖父林富，通議大夫兵部右侍郎兼都察院右僉都御史；父林萬仞，官生。母李氏。慈侍下。